# ديف هانام
ديف هانام (بالإنجليزية: Dave Hannam)‏ هو لاعب كرة قدم بريطاني في مركز نصف الجناح، ولد في 10 مايو 1944 في Metropolitan Borough of Islington ‏ في المملكة المتحدة. لعب مع برايتون أند هوف ألبيون.